# Lepturgantes variegatus
Lepturgantes variegatus là một loài bọ cánh cứng trong họ Cerambycidae.